# Azania Stewart
Pour les articles homonymes, voir Stewart.
Azania Stewart, née le 13 mars 1989 à Londres, en Angleterre, est une joueuse britannique de basket-ball. Elle évolue au poste de pivot.